# Yacouba (Name)
Yacouba ist ein Familienname und ein männlicher Vorname.

## Namensträger

### Familienname
- Auguste Dupuis-Yacouba (1865–1945), französischer Missionar und Ethnologe
- Djibo Yacouba (1923–1968), nigrischer Politiker und Diplomat
- Henri Dupuis-Yacouba (1924–2008), nigrischer General und Politiker
- Ibrahim Yacouba (* 1971), nigrischer Politiker, Gewerkschafter und Sportfunktionär
- Moctar Yacouba (* 1994), nigrischer Fußballspieler
- Ousseini Hadizatou Yacouba (* 1958), nigrische Politikerin, Ministerin für Bergbau

### Vorname
- Yacouba Moumouni (* 1966), nigrischer Sänger und Flötist
- Yacouba Sawadogo (1946–2023), Bauer aus Burkina Faso, Träger des Alternativen Nobelpreises
- Yacouba Sido (1910–1988), Politiker aus Niger, Mitglied des französischen Oberhauses
- Yacouba Sylla (1906–1988), Prediger in Französisch-Westafrika und Führer einer Widerstandsbewegung (Yakoubisme)
- Yacouba Sylla (* 1990), malisch-französischer Fußballspieler